# Key Largo (film)
Pour les articles homonymes, voir Key Largo.
Pour plus de détails, voir Fiche technique et Distribution.
Key Largo est un film américain de John Huston, sorti en 1948, adapté d'une pièce de 1939 écrite par Maxwell Anderson.
Avec les acteurs Humphrey Bogart, Lauren Bacall, Edward G. Robinson et Claire Trevor dans les rôles principaux, c'est le quatrième et dernier film avec en vedette le couple mythique d'Hollywood (à la ville comme à l'écran) Bogart/Bacall.
Ziggy, l'un des gangsters du film, est joué par Marc Lawrence dont la carrière a été marquée par ses rôles de gangsters. Les prises extérieures de l'ouragan ont en fait été récupérées parmi des séquences vidéo utilisées dans le film Night Unto Night (1949), un mélodrame avec Ronald Reagan sorti par les studios Warner Bros.

## Synopsis
Frank McCloud se rend dans un hôtel vétuste de l'archipel des îles Keys en Floride que gère un vieil homme, James Temple, aidé par sa belle-fille Nora, veuve d'un ami de guerre de Frank.
L'hôtel est investi par Johnny Rocco et son gang en vue d'une transaction avec d'autres bandits (livraison de fausse monnaie). Très vite, Rocco et ses comparses prennent Frank, Temple et Nora en otage ; le huis-clos devient oppressant, avec un ouragan qui se déchaîne et provoque la nervosité de Rocco.
Rocco et les autres bandits qui ont été appelés par téléphone avant l'ouragan, et qui sont arrivés juste après l'ouragan dévastateur, ont accepté le marché des fausses monnaies. Rocco et tous les bandits ont appris ensuite qu'ils sont poursuivis par le shérif comme trafiquants. Rocco répond après au shérif-adjoint Rodney qui vient les voir à l'hôtel qu'il est un touriste qui s'appelle Martin et qui vient à l'hôtel pour une semaine de pèche. Rocco et les bandits qui sont poursuivis veulent fuir et prendre le seul bateau de l'île pour rejoindre Cuba, mais ils ont besoin de l'ancien commandant McCloud pour piloter et conduire le bateau.
Le commandant Frank McCloud accepte au péril de sa vie de piloter le bateau, car il fut dans le passé l'ennemi de Rocco et de son gang qui le captura et le tortura. Mais le commandant aux commandes du bateau finit par tuer puis fusiller au révolver tous les bandits les uns après les autres, jusqu'à Rocco en dernier. Puis McCloud donne sa position par radio aux gardes-côtes américains et il revient dans l'île jusqu'à l'hôtel, où sont heureux de le revoir en vie James Temple, Nora, et Gaye Down une ancienne chanteuse de cabaret qui fut la maîtresse de Rocco et qui abandonnée par lui est devenue alcoolique et oubliée de ses admirateurs.   

## Fiche technique
- Titre original : Key Largo
- Réalisation : John Huston
- Production : Jerry Wald pour la Warner Bros.
- Scénario : Richard Brooks et John Huston, d'après la pièce de Maxwell Anderson
- Musique : Max Steiner
- Direction artistique : Leo K. Kuter
- Décors de plateau : Fred M. MacLean
- Costumes : Leah Rhodes
- Photographie : Karl Freund
- Cadrage : Ellsworth Fredericks (non crédité)
- Montage : Rudi Fehr
- Société de production : Warner Bros. Pictures
- Société de distribution : Warner Bros. Pictures
- Pays de production :  États-Unis
- Langue originale : anglais, italien
- Format : noir et blanc – 35 mm – 1,37:1 – mono (RCA Sound System)
- Genre : Film dramatique, Film policier, Film d'action, Thriller, Film noir
- Durée : 101 min
- Date de sortie :
  - États-Unis : 31 juillet 1948

## Distribution
- Humphrey Bogart (VF : Claude Péran) : Frank McCloud
- Lauren Bacall (VF : Françoise Gaudray) : Nora Temple
- Edward G. Robinson (VF: Raymond Rognoni: Johnny Rocco
- Claire Trevor : Gaye Dawn
- Lionel Barrymore : James Temple
- Thomas Gomez : Richard « Curly » Hoff, l'homme de main no 1
- Harry Lewis : Edward « Toots » Bass, l'homme de main no 2
- John Rodney : le shérif-adjoint Clyde Sawyer
- Marc Lawrence : Ziggy
- Dan Seymour : Angel Garcia, l'homme de main no 3
- Monte Blue : le shérif Ben Wade
- William Haade : Ralph Feeney, l'homme de main no 4

Et, parmi les acteurs non crédités :
- Jay Silverheels : John Osceola
- Rodd Redwing : Tom Osceola
- Pat Flaherty : le voyageur
- Alberto Morin : le capitaine du bateau de Rocco
- John Litel : le régulateur

## Autour du film
- À un moment du film, Frank McCloud (Humphrey Bogart) raconte son engagement durant la Seconde Guerre mondiale dans la bataille de San Pietro (Italie) ; le réalisateur John Huston a lui aussi pris part à cette bataille comme réalisateur du film documentaire La Bataille de San Pietro (1945), alors qu'il servait dans la division « Motion picture » de l'armée américaine.
- Dans le film, Temple (Barrymore) décrit l’ouragan de 1935 qui a littéralement ravagé les îles Keys. Ce fut l'un des pires ouragans de l'histoire des États-Unis et beaucoup des victimes étaient des personnes employées à la construction de la portion de l'autoroute U.S. Highway 1 reliant les îles des Keys. On peut voir cette autoroute dans la scène d'ouverture du film.
- Une rumeur prétend que le personnage de Claire Trevor est calqué sur la maîtresse Gay Orlova du gangster Lucky Luciano.
- La scène de Key Largo où différents personnages boivent, accoudés au bar, évoquant avec nostalgie le bon temps de la prohibition, a fait l'objet d'un hommage dans la scène de la cuisine du film Les Tontons flingueurs (1963) de Georges Lautner[1].
- Edward G. Robinson et Claire Trevor reprirent leurs rôles du film en version radiodiffusée, dans un épisode de la série Lux Radio Theatre (en).
- Le film a inspiré la chanson à succès Key Largo de Bertie Higgins (en).

## Distinctions

### Récompense
- Claire Trevor a remporté pour son rôle de Gaye Dawn dans ce film l'Oscar de la meilleure actrice dans un second rôle 1949.

### Nomination
- Le scénario de Richard Brooks et John Huston fut nommé pour le Writers Guild of America Award 1949.